# Amala et Kamala
 (novembre 2015).
Si vous disposez d'ouvrages ou d'articles de référence ou si vous connaissez des sites web de qualité traitant du thème abordé ici, merci de compléter l'article en donnant les références utiles à sa vérifiabilité et en les liant à la section « Notes et références ».
 (novembre 2021).
- Si vous ne connaissez pas le sujet, laissez ce bandeau (vous pouvez alors contacter les auteurs).
- Si vous supprimez le contenu mis en cause (vous pouvez préalablement contacter les auteurs),

argumentez précisément cette suppression dans la page de discussion
(un manque de référence n'est pas un argument ; une recherche réelle de référence doit avoir été effectuée, être formellement documentée).
Amala (morte le 21 septembre 1921) et Kamala (morte le 14 novembre 1929) sont deux fillettes indiennes retrouvées en 1920, enfants sauvages prétendument nourries et élevées par des loups.
Il s'agit d'une imposture.

## Histoire
Amala et Kamala sont retrouvées le 9 octobre 1920 dans le district de Midnapore dans le Bengale occidental par le révérend Joseph Amrito Lal Singh directeur de l'orphelinat local. Il transmet les informations sur ces enfants dans son journal intime.
D'après ce journal, elles sont trouvées dans la tanière d'une louve qui les défend au même titre que ses deux louveteaux et que sa propre vie. Kamala a à ce moment sept ou huit ans et Amala à peu près dix-huit mois. Les deux fillettes sont séparées de force des loups et ramenées à l'orphelinat de Midnapore. Elles sont probablement sœurs, comme on le suppose souvent, mais ont également pu être adoptées par les loups séparément dans le temps.
Dans un cadre humain, les deux fillettes montrent un comportement typique d'enfants sauvages. Elles refusent qu'on les habille, griffent et mordent les personnes qui essayent de les nourrir, rejettent la nourriture cuite et marchent à quatre pattes. Les deux enfants ont développé d'épais cals à la paume des mains et sur les genoux, à force de marcher à quatre pattes. Elles vivent principalement la nuit, tiennent en aversion la lumière du soleil et bénéficient d'une très bonne vision dans le noir. Elles manifestent aussi un sens de l'odorat aiguisé et des capacités auditives très développées. Elles aiment le goût de la viande crue et mangent hors de leur bol, à même le sol. Les deux filles semblent insensibles au froid et à la forte chaleur et ne montrent que peu d'émotions de quelque sorte que ce soit, excepté la peur.
Singh entreprend la tâche difficile de les intégrer à la société humaine. Kamala, la plus âgée des deux, s'habitue à vivre dans une maison et à la compagnie d'autres êtres humains. Elle finit par apprendre à marcher debout mais sans jamais y arriver de manière courante ; elle revient souvent sur quatre pattes lorsqu'elle a besoin d'aller vite.
Amala meurt en 1921, un an après la découverte d'une infection des reins. À la mort d'Amala, Kamala révèle des signes de deuil. À cette époque, Kamala devient moins farouche et plus facile à approcher. Elle apprend à parler quelques mots et à marcher laborieusement debout. Elle meurt en 1929 de fièvre typhoïde.
À cause de plusieurs versions différentes, dont les seules preuves sont le témoignage du révérend Singh lui-même, un doute considérable persiste quant à la véracité de ce récit. Le mythe de l'éducation par les loups est une ancienne conception indienne pour expliquer le comportement animal d'enfants abandonnés atteints par une maladie congénitale.[réf. nécessaire]

## Accusations d'escroquerie
Serge Aroles, un chirurgien auteur de L’Énigme des enfants-loups (2007), est le premier à mener des enquêtes approfondies dans les archives, en Inde, en Angleterre et aux États-Unis (1995-1997), relatives à ce cas. Les documents sont si accablants, qu'il écrit : « Battue, maltraitée par Singh, Kamala est une fillette déficiente mentale qui n'a jamais vu de loups. Cette trop célèbre histoire d'enfant-loup ne relève pas de la science, mais de la justice. ». 
Des universitaires[Qui ?] du Japon et de France ont repris l'enquête (Suzuki, Vauclair, "De quelques mythes en psychologie; enfants-loups...", éditions Le Seuil, 2016,  (ISBN 9782021103663)) et ont confirmé les découvertes faites dans les années 1950 par Bose sur le terrain (interrogatoires à Midnapore des témoins survivants), et par Serge Aroles dans les années 1990 (recherches dans les archives de l'Inde et des États-Unis ; notamment la découverte de l'original du fameux "journal" de Singh à la Bibliothèque du Congrès, à Washington) : l'histoire d'Amala et Kamala était une supercherie.
1. L’original — conservé au département des manuscrits de la Bibliothèque du Congrès (Washington DC) — du journal « tenu au jour le jour » consignant la rééducation des deux enfants-loups, est un faux document rédigé en Inde après 1935, alors que les fillettes décèdent en 1921 et 1929.
2. Les rapports du diocèse de Calcutta pour l'année 1921 certifient qu'Amala et Kamala sont deux fillettes déposées à l’orphelinat de Midnapore par ceux qui voulaient s'en débarrasser et pas du tout des fillettes délivrées dans la jungle lors de l’héroïque combat contre les loups que Singh a inventé : « Elles nous sont amenées et nous les avons prises en charge » (Calcutta Diocesan Record, décembre 1921, vol. 10, no 9, p. 266-267 : « They were brought to us and we took charge of them »).
3. Les rapports du diocèse de Calcutta pour l'année 1923 (Calcutta Diocesan Record, octobre 1923, vol. 12, no 10, p. 198) et le rapport du médecin responsable de l'orphelinat (repris dans The American Journal of Psychology, 1934, p. 149), certifient que Kamala ne présente aucune des anomalies physiques que Singh a inventées après son décès (canines géantes, mâchoires de fauve, locomotion quadrupède avec articulations des hanches et des genoux bloquées, vision nocturne avec intense éclat bleu émis de nuit par ses yeux, etc.)
4. Les photographies montrant les deux fillettes mangeant ou dormant en posture de fauve sont des compositions réalisées en 1937, après leur décès. Elles mettent en scène deux figurantes, pensionnaires de l’orphelinat, jouant le rôle d'enfants-loups (marche à quatre pattes, etc.) à la demande de Singh. Serge Aroles a retrouvé deux photographies de l'authentique Kamala, qui est très maigre, et fort dissemblable de visage et de corps à sa musculeuse doublure des images truquées.
5. Daté du 4 octobre 1934, le certificat publié par Singh à la fin de son journal, selon lequel le juge du district de Midnapore, M. Waight, assure qu’il a « étudié avec attention » l’ensemble des documents et des témoignages relatifs à ces deux enfants-loups, est un faux document. Dans une correspondance qu'Aroles échange en avril 1997 avec la fille du juge Waight, celle-ci lui a confirmé que son père n’a jamais procédé à de telles investigations au sujet des filles-loups, qu’il n’a jamais vues. Cette attestation n’a pas été rédigée par le magistrat ou son contenu a été modifié, ce qui explique qu’elle a été publiée à son insu.
6. Des témoins de premier ordre, dont l'instituteur de l'orphelinat, des missionnaires, etc., certifient que Singh maltraite Kamala et la tient recluse, ne la sortant que pour l'exhiber à ses visiteurs. « Aucun comportement sauvage ou féroce », « Jamais on ne la voit marcher à quatre pattes », « N’ose pas soutenir le regard et tient la tête baissée », etc. (Genetic Psychology Monographs, 1959, no 60, p.117-193)
7. Selon Aroles, qui a examiné six cartes anciennes et très détaillées de cette région (1917-1932, donc contemporaines des événements), jamais n’ont existé le village près duquel se serait déroulée la capture et celui où Singh aurait été quérir du renfort pour libérer les fillettes des loups (à la lisière de la province du Mayurbhanj). On ne peut donc retenir que ces lieux auraient depuis changé de nom, ce d'autant que ces deux villages sont inconnus des registres (police, cadastre, recensement, etc.) des années 1920, lorsqu’ils étaient supposés porter leur premier nom de baptême.
8. Selon Aroles, jamais un récit aussi grotesque n’aurait obtenu autant de succès sans l’aide d’un universitaire américain, le Dr Zingg, qui a accrédité (Wolf Children and Feral Man, 1942) cette histoire de fillettes capturées parmi les loups car elle lui a semblé financièrement prometteuse. Dans une lettre du 20 mai 1940, il se réjouit d’un premier chèque arrivé à point pour ses affaires en bourse et propose à un auteur à succès d’exploiter avec lui ce filon, « en faisant 50-50 » sur les bénéfices (correspondance conservée au Département des manuscrits de la Bibliothèque du Congrès, à Washington). Singh a aussi conclu un accord afin que Kamala soit exhibée aux États-Unis, mais elle est morte prématurément.
9. Il est bien d'autres arguments développés par Serge Aroles, qui, après analyse de tant de documents d'archives, donc de première main, est le premier à pouvoir avancer un diagnostic médical : Kamala souffre d'un syndrome de Rett. En revanche, nul diagnostic n'est permis à propos d'Amala, qui, en provenance de sa famille et non pas d'une tanière de loups, décède un an après son arrivée à l'orphelinat.
10. Recueillant le succès populaire, cette fausse histoire d'enfant-loup a fait l'objet de centaines de publications de par le monde, sans que nul de ces auteurs ne mène des investigations approfondies dans les archives. Aroles dénonce le rôle joué par les éditeurs, qui toujours ont préféré la rentabilité de cette fiction à la vérité.
11. L'enquête accablante menée en 1951-1952 par des étudiants bengalis, sous la direction de Bose, qui interrogent tous les témoins encore vivants, dans leur langue maternelle, donc sans méprise de traduction, enquête qui certifie déjà l'escroquerie, ne trouve pas d'éditeur. Elle est publiée longtemps après dans une revue confidentielle, le Genetic Psychology Monographs de 1959, no 60), tandis que des livres en de multiples langues vantent cette extraordinaire "histoire vraie" et que l'on enseigne cette histoire d'enfant-loup dans les classes de philosophie pour introduire le débat nature/culture[réf. nécessaire]. Aroles ajoute que lui-même a essuyé de nombreux refus d'éditeurs : « Avec vos archives, vous détruisez toutes les belles histoires d'enfants-loups auxquelles les gens aiment croire ».[réf. nécessaire]